# Pushkalavati

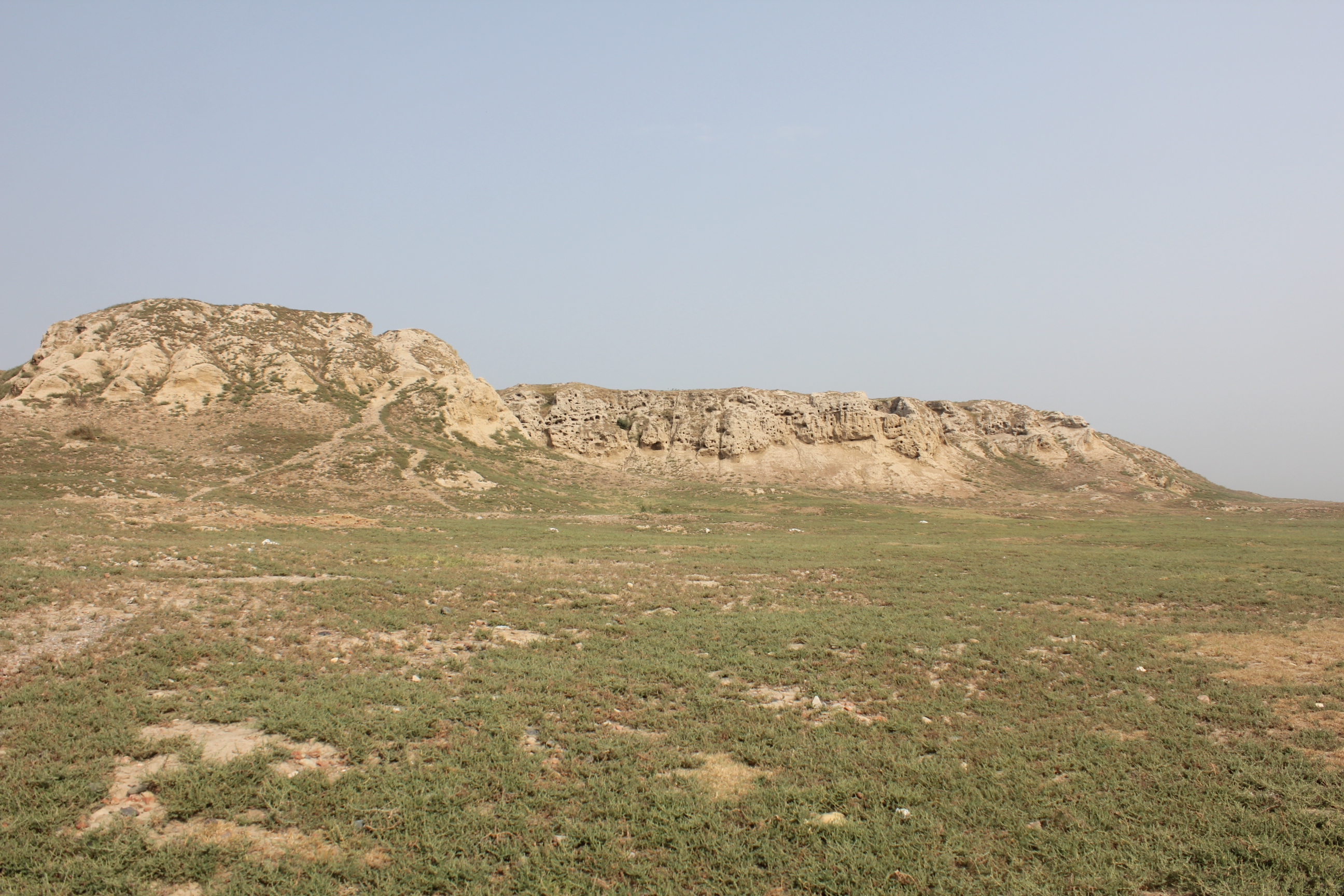
Blick auf den Ruinenhügel Bala Hisar

Pushkalavati („Lotusstadt“, griechisch Kaspaturos) war eine antike Stadt im heutigen Pakistan, in Khyber Pakhtunkhwa ca. 27 km von Peschawar entfernt. Ihre Ruinenfelder liegen am Fluss Swat in der Umgebung von Charsadda. Sie war einer der Hauptorte in der Gandhararegion und wurde erst im 2. Jahrhundert n. Chr. von Peschawar abgelöst, als Kanischka seine Hauptstadt dorthin verlegte.
Die Stadt bestand aus drei Siedlungszentren. Bala Hisar liegt einen Kilometer vom nördlichen Stadtrand entfernt und ist der älteste im 6. Jahrhundert v. Chr. gegründete Teil. Hier erbaute Asoka eine große Stupa, die noch Xuanzang um 630 n. Chr. bewunderte. Ausgrabungen erfolgten 1902 und 1958, durch den Ruinenhügel wurde eine Schneise gezogen. Übriggeblieben sind zwei flache Geländeerhebungen, die von Topfscherben übersät sind.
Einen weiteren Kilometer nordöstlich jenseits eines Nebenarms des Swat liegt zwischen Feldern die heute Shaikhan Dheri genannte Ruinenstätte. Der Ort wurde von baktrischen Griechen errichtet und hatte rechtwinklige Straßenzüge. Hier herrschten Parther, Saken und die Kuschan. Die Stadt war eine bedeutende Münzprägestätte. Die Hauptstraßen beider Städte waren 750 Meter lang. In den 1960er Jahren fanden hier Grabungen statt, bei denen nur kleine Teile freigelegt und nichts konserviert wurde. Im 2. Jahrhundert n. Chr. änderte der Fluss seinen Lauf und die Stadt wurde überflutet. Sie wurde an einem heute Rajar genannten Ort wieder aufgebaut. Rajar wurde nicht ausgegraben und ist, wie weite Gebiete um Charsadda, von modernen Gräbern bedeckt. In der Nähe liegen auch die Ruinenhügel von Mir Ziarat und Shar-i-Napursan.
Im Westen der Stadt in Richtung Kabul-Fluss liegen einige hohe, unausgegrabene Hügel, die Prang genannt werden. Der Platz ist wohl heilig, es werden hier Tote verbrannt.